# 関東信越地区文化発表会
関東信越地区高等専門学校文化発表会（かんとうしんえつちくこうとうせんもんがっこうぶんかはっぴょうかい）は、毎年8月半ばに開催される関東信越地区の高専の文化系サークルの総合展示会。1976年から行われている。現在は二期制移行によって、毎年8月下旬から9月中旬の間で行われている。通称：文発（ぶんぱつ）。関東信越地区の高等専門学校が、主幹校校舎もしくは近隣のコンサートホールにて、文化部を中心とした発表を行っている。一例として、2017年(第41回)は木更津高専が主催となり、8月24日と、9月17日・18日の二部制で開催された。なお、木更津高専の主幹は2016年に予定されていたが、諸般の事情により2016年は文発自体が中止、2017年に主幹を持ち越すこととなった。
吹奏楽の演奏や作品の展示や配布、演技の実演などが主に行われる。
また、開催は参加高専が毎年持ち回りで開催されている。主幹業務は、各校の文発実行委員会やそれに準ずる組織が担当しており、学生の力が試されているところである。

## 参加校
- 長岡工業高等専門学校
- 小山工業高等専門学校
- 東京都立産業技術高等専門学校
- サレジオ工業高等専門学校
- 木更津工業高等専門学校
- 茨城工業高等専門学校
- 東京工業高等専門学校
- 長野工業高等専門学校
- 群馬工業高等専門学校
- 福島工業高等専門学校